# 1976 v loďstvech
Tento článek obsahuje významné události v oblasti loďstev v roce 1976.

## Lodě vstoupivší do služby
- 18. února –  Dunagiri (F-36) – fregata třídy Nilgiri

- 23. března –  Tačikaze (DDG-168) – torpédoborec stejnojmenné třídy

- 26. března –  Barceló (P11) – hlídková loď třídy Barceló

- 17. června –  USCGC Polar Star (WAGB-10) – ledoborec třídy Polar

- 12. července –  ARA Hércules (B-52) – torpédoborec třídy Sheffield

- 13. července –  Quito (LM21) – raketový člun třídy Quito

- 28. července –  Prabparapak (311) – raketový člun třídy Prabparapak

- 29. července –  HMS Arrow (F173) – fregata Typu 21 Amazon

- 10. září –  D'Estienne d'Orves (F 781) – fregata třídy D'Estienne d'Orves

- 30. září –  Drogou (F 783) – fregata třídy D'Estienne d'Orves

- 1. října –  Ghazi (S-134) – ponorka třídy Daphné

- 13. října –  Amyot d'Inville (F 782) – fregata třídy D'Estienne d'Orves

- 6. listopadu –  Hanhaksattru (312) – raketový člun třídy Prabparapak

- 13. listopadu –  USS Los Angeles (SSN-688) – ponorka třídy Los Angeles[1]

- 13. listopadu –  HMS Superb (S109)) – ponorka třídy Swiftsure

- 1. prosince –  Durance (A 629) – tanker stejnojmenné třídy

- 3. prosince –  HMS Birmingham (D86) – torpédoborec Typu 42 Sheffield

- 23. prosince –  L'Indomptable (S 613) – raketonosná ponorka třídy La Redoutable

- 23. prosince –  Laya (P12) – hlídková loď třídy Barceló